# Dmytro Jančuk
Dmytro Mykolajovyč Jančuk (in ucraino Дмитро Миколайович Янчук?; Chmel'nyc'kyj, 14 novembre 1992) è un canoista ucraino, vincitore della medaglia di bronzo nel C2 1000m a Rio de Janeiro 2016 in coppia con Taras Miščuk.

## Palmarès
- Olimpiadi

Rio de Janeiro 2016: bronzo nel C2 1000m.
- Mondiali

Milano 2015: bronzo nel C2 500m.
- Europei

Brandeburgo 2014: bronzo nel C4 1000m.
Račice 2015: oro nel C2 1000m, argento nel C2 500m e bronzo nel C4 1000m.
Plovdiv 2017: bronzo nel C2 500m.
Belgrado 2018: bronzo nel C2 500m.